# Candas Jane Dorsey

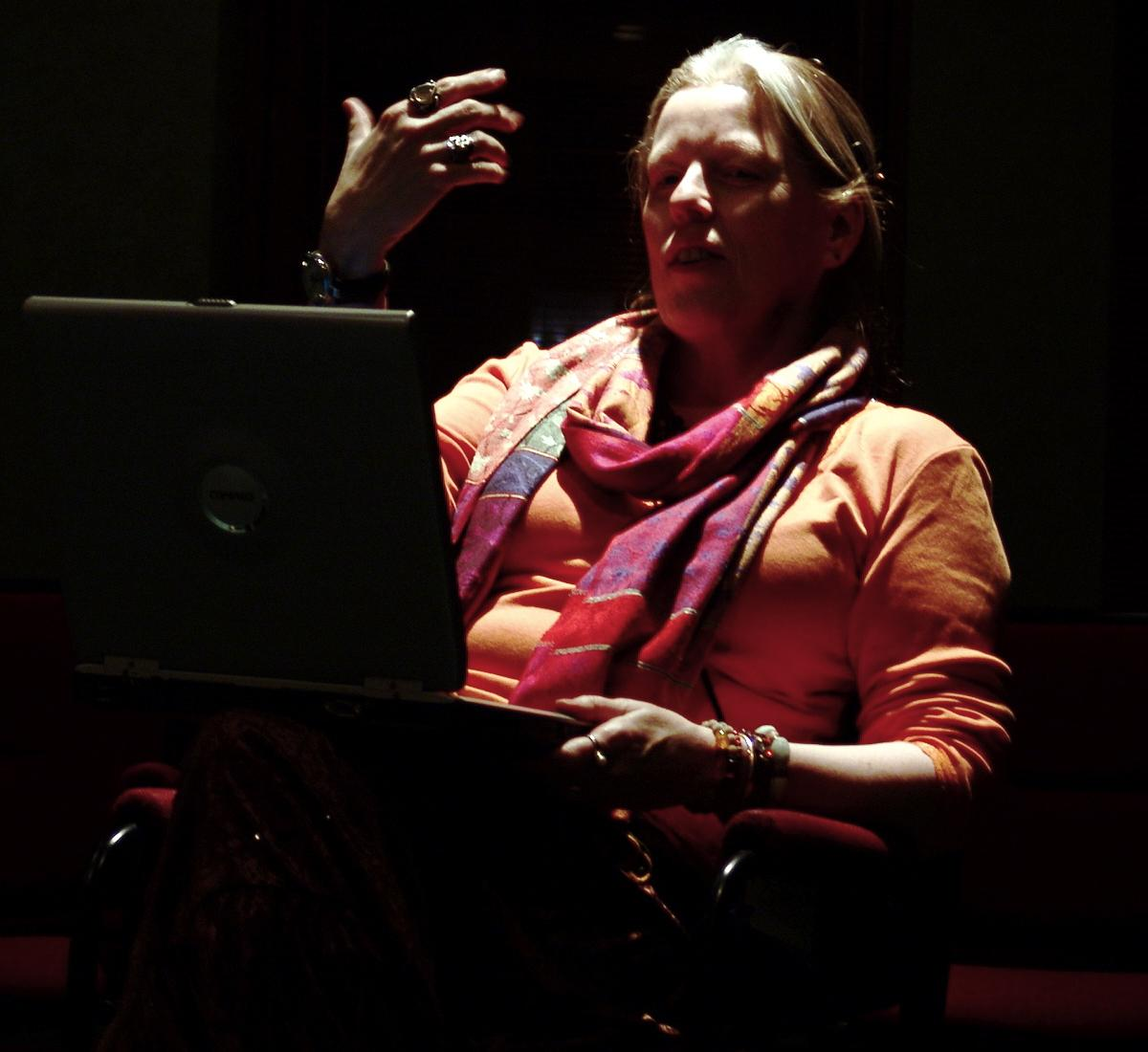
Candas Jane Dorsey bei einer Lesung in Montreal, 2006

Candas Jane Dorsey (* 16. November 1952 in Edmonton, Alberta) ist eine kanadische Autorin.

## Leben
Nach ihrer Schulzeit begann Dorsey bereits in jungen Jahren schriftstellerisch tätig zu werden. Sie schrieb im Laufe der Jahre mehrere Science-Fiction Romane. Dorsey lebt offen homosexuell in Edmonton, Alberta.

## Werke (Auswahl)
- 1976: Results of the Ring Toss
- 1987: Hardwired Angel
- 1988: Machine Sex and Other Stories
- 1992: Leaving Marks
- 1997: Black Wine
- 2000: Vanilla and Other Stories
- 2001: A Paradigm of Earth
- 2020: The Adventures of Isabel. A Postmodern Mystery, by the Numbers
  - deutsche Übersetzung: Drag Cop. Aus dem kanadischen Englisch von Conny Lösch. Herausgegeben von Thomas Wörtche, Suhrkamp, Berlin 2021, ISBN 978-3-518-47187-6.

## Preise und Auszeichnungen (Auswahl)
- 1997: James Tiptree, Jr. Award für Black Wine
- 1997: William L. Crawford Fantasy Award für Black Wine